# De.hypotheses
de.hypotheses ist ein nicht-kommerzielles Blogportal für die Geistes- und Sozialwissenschaften. Das Portal stellt Forschenden mit institutioneller Anbindung kostenlos einen Service zur Verfügung, der das Eröffnen von Wissenschaftsblogs erleichtert, diese unter einem Dach versammelt und für eine größere Sichtbarkeit wie auch für die Archivierung der Inhalte sorgt. Die technische Infrastruktur wird von OpenEdition in Frankreich unterhalten. Die Max Weber Stiftung und das Deutsche Historische Institut Paris stellen Projektleitung und Community Management für die deutschsprachige Blog-Community.

## Inhalt
De.hypotheses ist wie die anderen Sprachportale mit ihren jeweiligen Wissenschaftsblogs auf der Plattform Hypothèses.org vereint. Hypothèses.org ist Teil des OpenEdition-Portals, einer in Frankreich ansässigen Infrastruktur für digitales Publizieren in den Geistes- und Sozialwissenschaften, das sich zum Ziel gesetzt hat, die Transformation zum Open Access Publizieren in den Geistes- und Sozialwissenschaften voranzutreiben.
Im Jahr 2024 waren im Katalog von OpenEdition 419 geisteswissenschaftliche Blogs aus Deutschland, 28 aus Österreich und zehn deutschsprachige Blogs aus der Schweiz verzeichnet. Inhaltliche Schwerpunkte sind themenzentrierte Blogs aus den Geistes- und Sozialwissenschaften, Blogs zu einzelnen Forschungsprojekten, Blogs von Forschungseinrichtungen, Veranstaltungsblogs und seminarbegleitende Blogs.

## Geschichte
Das französische Blogportal Hypothèses wurde 2009 mit dem Ziel gegründet, dem Format des Wissenschaftsbloggens durch das gemeinsame Dach der Plattform und die Etablierung von best-practice-Standards zu mehr Reputation zu verhelfen. Der deutschsprachige Flügel de.hypotheses entstand 2012 auf Initiative des Deutschen Historischen Institut Paris, das Community Management wurde 2019 in der Max Weber Stiftung verstetigt. Die Leitung hat Mareike König inne. Karoline Döring zufolge markiere die Gründung von de.hypotheses allgemein den Einzug von Blogs in die deutschsprachige Forschungs- und Publikationslandschaft der Geisteswissenschaften.